# Камераріус Рудольф Якоб
Камераріус Рудольф Якоб (нім. Rudolf Jacob Camerer, також Camerarius, 12 лютого 1665, Тюбінген — 11 вересня 1721, Тюбінген) — німецький лікар і ботанік. Професор медицини і директор ботанічного саду Тюбінгенського університету (з 1688 року). Експериментально довів наявність статі у рослин.
Камераріус відніс тичинки до чоловічих статевих органів, а пилок їх — до запліднюючого начала, маточки — до жіночих статевих органів. Показав, що при ізоляції жіночих рослин від чоловічих, а також при видаленні тичинок з квіток насіння не розвивається.

## Твори
- De sexu plantarum epistola. (Тюбінген, 1694).